# Chavagnes-les-Redoux
Chavagnes-les-Redoux est une commune française située dans le département de la Vendée, en région Pays de la Loire.

## Géographie
Le territoire municipal de Chavagnes-les-Redoux s'étend sur 1 358 hectares. L'altitude moyenne de la commune est de 90 mètres, avec des niveaux fluctuant entre 45 et 114 mètres,.
| Monsireigne       |                      | La Meilleraie-Tillay |
| Sigournais        | Chavagnes-les-Redoux |                      |
| Bazoges-en-Pareds |                      | Tallud-Sainte-Gemme  |

### Climat
Pour des articles plus généraux, voir Climat des Pays de la Loire et Climat de la Vendée.
En 2010, le climat de la commune est de type climat océanique altéré, selon une étude du CNRS s'appuyant sur une série de données couvrant la période 1971-2000. En 2020, Météo-France publie une typologie des climats de la France métropolitaine dans laquelle la commune est exposée à un climat océanique et est dans la région climatique  Bretagne orientale et méridionale, Pays nantais, Vendée, caractérisée par une faible pluviométrie en été et une bonne insolation. 
Pour la période 1971-2000, la température annuelle moyenne est de 11,9 °C, avec une amplitude thermique annuelle de 14,3 °C. Le cumul annuel moyen de précipitations est de 849 mm, avec 12,6 jours de précipitations en janvier et 6,6 jours en juillet. Pour la période 1991-2020, la température moyenne annuelle observée sur la station météorologique de Météo-France la plus proche, « St-Fulgent_sapc », sur la commune de Saint-Fulgent à 25 km à vol d'oiseau, est de 12,6 °C et le cumul annuel moyen de précipitations est de 815,9 mm,. Pour l'avenir, les paramètres climatiques de la commune estimés pour 2050 selon différents scénarios d'émission de gaz à effet de serre sont consultables sur un site dédié publié par Météo-France en novembre 2022.

## Urbanisme

### Typologie
Au 1er janvier 2024, Chavagnes-les-Redoux est catégorisée commune rurale à habitat dispersé, selon la nouvelle grille communale de densité à sept niveaux définie par l'Insee en 2022.
Elle est située hors unité urbaine. Par ailleurs la commune fait partie de l'aire d'attraction de Pouzauges, dont elle est une commune de la couronne,. Cette aire, qui regroupe 7 communes, est catégorisée dans les aires de moins de 50 000 habitants,.

### Occupation des sols
L'occupation des sols de la commune, telle qu'elle ressort de la base de données européenne d’occupation biophysique des sols Corine Land Cover (CLC), est marquée par l'importance des territoires agricoles (92,8 % en 2018), une proportion sensiblement équivalente à celle de 1990 (92,2 %). La répartition détaillée en 2018 est la suivante : 
terres arables (63,8 %), zones agricoles hétérogènes (16,8 %), prairies (12,3 %), zones urbanisées (5,1 %), eaux continentales (1,6 %), forêts (0,5 %). L'évolution de l’occupation des sols de la commune et de ses infrastructures peut être observée sur les différentes représentations cartographiques du territoire : la carte de Cassini (XVIIIe siècle), la carte d'état-major (1820-1866) et les cartes ou photos aériennes de l'IGN pour la période actuelle (1950 à aujourd'hui).

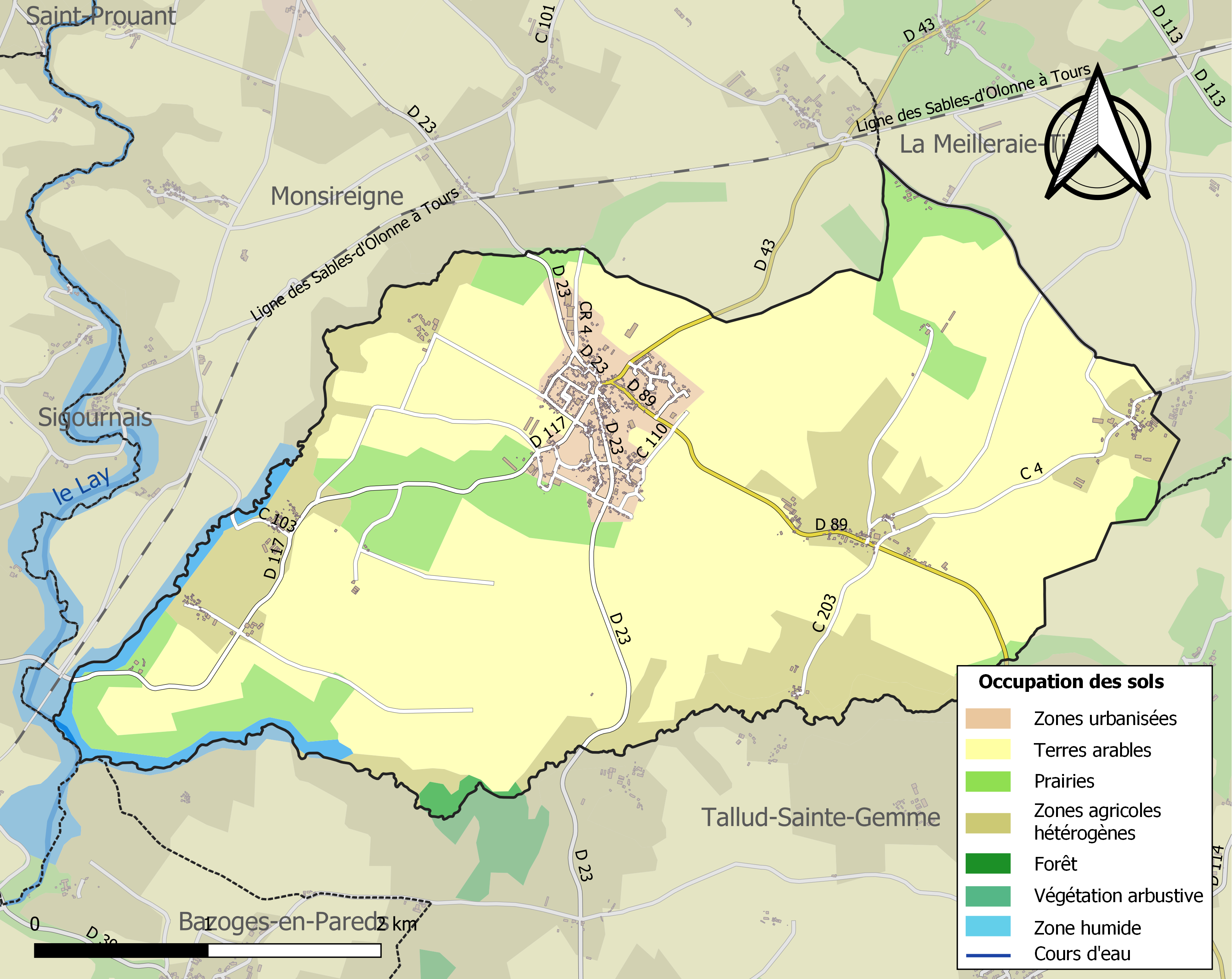
Carte des infrastructures et de l'occupation des sols de la commune en 2018 (CLC).

## Toponymie
En poitevin, la commune est appelée Chavagne-lés-Redou.

## Politique et administration

### Liste des maires

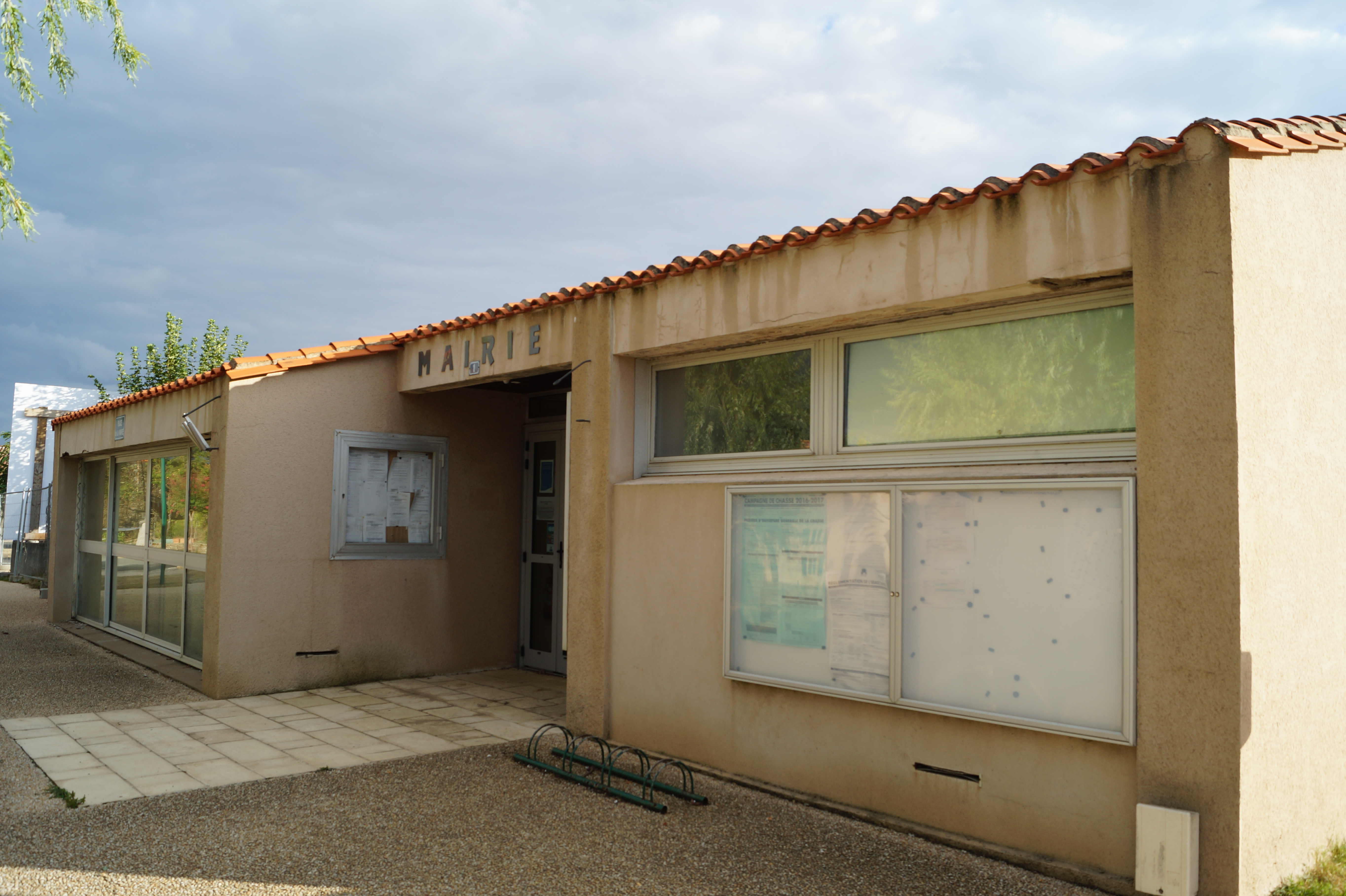
La mairie.

| Période                                  | Période     | Identité          | Étiquette | Qualité             |
| ---------------------------------------- | ----------- | ----------------- | --------- | ------------------- |
| mars 2001                                | mars 2008   | Gérard Caillaud   |           | Agriculteur         |
| mars 2008                                | 18 mai 2020 | Henri Blanchard   |           | Professeur retraité |
| 18 mai 2020                              | En cours    | Frédéric Portrait |           | agent de maîtrise   |
| Les données manquantes sont à compléter. |             |                   |           |                     |

## Population et société

### Démographie

#### Évolution démographique
L'évolution du nombre d'habitants est connue à travers les recensements de la population effectués dans la commune depuis 1793. Pour les communes de moins de 10 000 habitants, une enquête de recensement portant sur toute la population est réalisée tous les cinq ans, les populations de référence des années intermédiaires étant quant à elles estimées par interpolation ou extrapolation. Pour la commune, le premier recensement exhaustif entrant dans le cadre du nouveau dispositif a été réalisé en 2008.

En 2022, la commune comptait 847 habitants, en évolution de +1,68 % par rapport à 2016 (Vendée : +5,33 %, France hors Mayotte : +2,11 %).
| 1793 | 1800 | 1806 | 1821 | 1831 | 1836 | 1841 | 1846 | 1851 |
| ---- | ---- | ---- | ---- | ---- | ---- | ---- | ---- | ---- |
| 400  | 443  | 463  | 509  | 636  | 570  | 537  | 563  | 600  |

| 1856 | 1861 | 1866 | 1872 | 1876 | 1881 | 1886 | 1891 | 1896 |
| ---- | ---- | ---- | ---- | ---- | ---- | ---- | ---- | ---- |
| 614  | 601  | 618  | 641  | 661  | 716  | 758  | 757  | 760  |

| 1901 | 1906 | 1911 | 1921 | 1926 | 1931 | 1936 | 1946 | 1954 |
| ---- | ---- | ---- | ---- | ---- | ---- | ---- | ---- | ---- |
| 758  | 714  | 703  | 660  | 704  | 690  | 732  | 822  | 754  |

| 1962 | 1968 | 1975 | 1982 | 1990 | 1999 | 2006 | 2008 | 2013 |
| ---- | ---- | ---- | ---- | ---- | ---- | ---- | ---- | ---- |
| 707  | 680  | 711  | 742  | 756  | 735  | 782  | 795  | 813  |

| 2018 | 2022 | - | - | - | - | - | - | - |
| ---- | ---- | - | - | - | - | - | - | - |
| 824  | 847  | - | - | - | - | - | - | - |

#### Pyramide des âges
En 2018, le taux de personnes d'un âge inférieur à 30 ans s'élève à 35,5 %, soit au-dessus de la moyenne départementale (31,6 %). À l'inverse, le taux de personnes d'âge supérieur à 60 ans est de 24,9 % la même année, alors qu'il est de 31,0 % au niveau départemental.
En 2018, la commune comptait 425 hommes pour 399 femmes, soit un taux de 51,58 % d'hommes, largement supérieur au taux départemental (48,84 %).
Les pyramides des âges de la commune et du département s'établissent comme suit.
| Hommes | Classe d’âge | Femmes |
| ------ | ------------ | ------ |
| 0,2    | 90 ou +      | 1,0    |
| 7,3    | 75-89 ans    | 10,5   |
| 16,0   | 60-74 ans    | 14,8   |
| 22,4   | 45-59 ans    | 18,0   |
| 16,5   | 30-44 ans    | 22,6   |
| 15,1   | 15-29 ans    | 11,8   |
| 22,6   | 0-14 ans     | 21,3   |

| Hommes | Classe d’âge | Femmes |
| ------ | ------------ | ------ |
| 0,8    | 90 ou +      | 2,2    |
| 8,7    | 75-89 ans    | 11,1   |
| 20,3   | 60-74 ans    | 21,3   |
| 20     | 45-59 ans    | 19,4   |
| 17,5   | 30-44 ans    | 16,8   |
| 15     | 15-29 ans    | 13,2   |
| 17,7   | 0-14 ans     | 16,1   |

## Lieux et monuments
- Lac de Rochereau : lac de 127 hectares formé par la construction d’un barrage. Il est possible d’y pêcher, de pratiquer des activités nautiques telle que de la planche à voile, et de se promener sur le circuit pédestre qui y a été aménagé.
- Sentiers des coteaux de Besson : trois sentiers à travers la campagne pour tous les types de marcheurs.
- Église Notre-Dame-de-l’Assomption : église du XIIIe siècle qui a été rénovée au XXe siècle.

## Sports
Basket-ball et football.

## Pour approfondir